# Vickers-Berthier
La Vickers-Berthier (VB) fue una ametralladora ligera fabricada por Vickers-Armstrongs. Fue adoptada por el Ejército Indio Británico y utilizada en la Segunda Guerra Mundial.

## Historia

### Ametralladora Berthier
La Vickers-Berthier estaba basada en un diseño francés anterior a la Primera Guerra Mundial. Fue propuesta como armamento para la infantería con las designaciones Fusil Mitrailleur Berthier Modèle 1910, Modèle 1911, Modèle 1912, Modèle 1916 y Modèle 1920. En 1918 también fue propuesta al Ejército de los Estados Unidos, pero finalmente fue rechazada.

### Vickers-Berthier
La Vickers compró en 1925 la licencia de la Fusil Mitrailleur Berthier Modèle 1922 para producirla en su fábrica de Crayford, como un reemplazo de la Lewis. Era una alternativa a la Vickers enfriada por agua del mismo fabricante. Esta ametralladora tenía un sistema de gases y un cerrojo similares a los de la Bren, siendo enfriada por aire al igual que esta. Fue adoptada por el Ejército Indio Británico en 1933. Durante las pruebas de varias ametralladoras ligeras que el Ejército británico inició en 1932, la Vickers-Berthier compitió contra la ZB vz. 26. El Ejército británico adoptó la segunda, modificada como la Bren y la Vickers-Berthier fue adoptada por el Ejército Indio Británico. Se instaló una línea de producción para la Vickers-Berthier Mk 3 en la Fábrica de fusiles de Ishapore.

## Descripción
La Vickers-Berthier era alimentada mediante un cargador curvo de 30 cartuchos insertado sobre el cajón de mecanismos y tenía un bípode, siendo a veces confundida con la Bren porque ambas emplean un cargador parecido debido a que el cartucho .303 British tiene pestaña.
Pesaba 10,88 kg frente a los 9,97 kg de la Bren. Además era más larga y difícil de almacenar. También tenía una menor cadencia, de 500 disparos/minuto. La única ventaja de la Vickers-Berthier respecto a la Bren era su diseño sumamente sencillo, que facilitaba la producción en serie.
Tuvo cinco versiones: Mk I, Mk II, Mk II light, Mk III y Mk IIIB. La Mark I entró en servicio en 1928, la Mark II en 1931 y la Mark III en 1933.

## Empleo
Además de la India, fue vendida a Letonia y Bolivia, aunque el diseño fue modificado en la Vickers K, llamada Vickers Gas Operated (VGO).
A partir de 1942, fue reemplazada por la Bren en el Ejército Indio Británico. Pero en 1988 figuraba como armamento de reserva en el actual Ejército de la India.

## Usuarios

### Que la usaron
- Bolivia[14]
- India[8]
  -  Raj británico[8]
- Letonia:[15] Vickers-Berthier Mk I.[16]
- Paraguay; Capturadas a los bolivianos en la Guerra del Chaco[14]
- Portugal: Compró un lote pequeño,[4] siendo designada m/931.[17]
- Segunda República Española: 322, vendidas por Paraguay en 1936.[14]
- Reino Unido: uso limitado.[16]

### Ofertas fallidas
- Rumania: la Vickers-Berthier fue probada sin éxito entre 1927 y 1928.[18]
- Grecia: Probada por el Ejército Griego en 1925, que eligió la Hotchkiss M1922 en su lugar.[19]